# Шомерак
Шомера́к (фр. Chomérac, окс. Chaumairac) — коммуна во Франции, находится в регионе Рона — Альпы. Департамент коммуны — Ардеш. Административный центр кантона Шомерак. Округ коммуны — Прива.
Код INSEE коммуны – 07066.
Коммуна расположена приблизительно в 500 км к югу от Парижа, в 120 км южнее Лиона, в 6 км к юго-востоку от Прива, в восточном предгорье Центрального массива в долине, образованной реками Пейр и Верон.

## Население
Население коммуны на 2008 год составляло 2689 человек.
| 1962 | 1968 | 1975 | 1982 | 1990 | 1999 | 2008 |
| ---- | ---- | ---- | ---- | ---- | ---- | ---- |
| 1550 | 1702 | 1686 | 1968 | 2306 | 2450 | 2689 |

## Администрация
| Период | Период | Фамилия       | Партия                  | Должность       |
| ------ | ------ | ------------- | ----------------------- | --------------- |
| 1959   | 1965   | Андре Шарейр  | CNIP                    |                 |
| 1965   | 1971   | Луи Пуршер    |                         |                 |
| 1971   | 1987   | Ив Перрен     | DVD                     | адвокат         |
| 1987   | 1989   | Роже Брессон  | DVD                     |                 |
| 1989   | 2001   | Филип Жарден  | Социалистическая партия | врач            |
| 2001   | 2008   | Эдуар Левюгль | DVD                     | предприниматель |
| 2008   |        | Ноэль Бувера  | Социалистическая партия | НИОКР           |

## Экономика
В 2007 году среди 1756 человек в трудоспособном возрасте (15–64 лет) 1275 были экономически активными, 481 — неактивными (показатель активности — 72,6 %, в 1999 году было 72,9 %). Их 1275 активных работали 1195 человек (640 мужчин и 555 женщин), безработных было 80 (33 мужчины и 47 женщин). Среди 481 неактивных 189 человек были учениками или студентами, 190 — пенсионерами, 102 были неактивными по другим причинам.

## Достопримечательности
- Донжон замка
- Замок Бижу (XVII век)
- Замок Буа
- Замок Лора
- Акведук Ла-Нёв
- Пещера Туранж